# ATP Challenger Denver
Der ATP Challenger Denver (offiziell: Colorado Tennis Classic) war ein Tennisturnier, das zwischen 1998 und 2004 in Denver, Colorado, stattfand. Es gehörte zur ATP Challenger Tour und wurde im Freien auf Hartplatz gespielt.  Brian Baker und Lior Mor konnten jeweils einen Titel im Einzel und Doppel gewinnen.

## Liste der Sieger

### Einzel
| Jahr                         | Sieger            | Finalgegner         | Ergebnis          |                   |
| ---------------------------- | ----------------- | ------------------- | ----------------- | ----------------- |
| 2004                         | Brian Baker       | K. J. Hippensteel   | 7:65, 6:4         |                   |
| 2003                         | Arvind Parmar     | Jeff Salzenstein    | 6:4, 6:4          |                   |
| 2001–2002: nicht ausgetragen |                   |                     |                   |                   |
| 2000                         | Lior Mor          | Alejandro Hernández | 6:3, 6:4          |                   |
| 1999                         | nicht ausgetragen | nicht ausgetragen   | nicht ausgetragen | nicht ausgetragen |
| 1998                         | Takao Suzuki      | Justin Bower        | 6:3, 4:6, 6:4     |                   |

### Doppel
| Jahr                         | Sieger                             | Finalgegner                   | Ergebnis          |                   |
| ---------------------------- | ---------------------------------- | ----------------------------- | ----------------- | ----------------- |
| 2004                         | Brian Baker Rajeev Ram             | Jamie Delgado Jonathan Marray | 6:2, 6:2          |                   |
| 2003                         | Rohan Bopanna Aisam-ul-Haq Qureshi | Josh Goffi Jason Marshall     | 4:6, 6:3, 6:4     |                   |
| 2001–2002: nicht ausgetragen |                                    |                               |                   |                   |
| 2000                         | Jonathan Erlich Lior Mor           | Noam Behr Andy Ram            | 6:4, 5:7, 6:2     |                   |
| 1999                         | nicht ausgetragen                  | nicht ausgetragen             | nicht ausgetragen | nicht ausgetragen |
| 1998                         | Michael Hill Glenn Weiner          | Justin Bower Troy Budgen      | 7:6, 6:4          |                   |